# Children of Deaf Adults
De Engelstalige term CODA, een afkorting van "child of deaf adults" en letterlijk vertaald "kind van dove ouders", wordt gebruikt om horende kinderen van dove ouders aan te duiden. CODA's groeien op in een specifieke gezinssituatie. Ze staan tussen twee culturen; de horende en dovencultuur en worden in veel gevallen tweetalig opgevoed, met gebarentaal als tweede (moeder)taal naast de gesproken taal.
Door een gebrek aan informatie over en participatie van doven verwachten zowel de dove ouders als de horende omgeving van het kind dat het vanaf jonge leeftijd en in alle situaties voor zijn ouders tolkt. Ook in situaties die betrekking hebben op het horende kind zelf (oudergesprek op school), en in emotioneel beladen gesprekken (medisch, juridisch, et cetera). Deze situatie van opgroeien vraagt in psychisch en emotioneel opzicht veel van het kind (parentificatie).
CODA's kunnen om die reden hun opvoeding negatief opvatten, maar ook positief erop terugkijken, bijvoorbeeld door de tweetalige en bi-culturele karakter van de opvoeding. Een deel van de CODA's zoekt actief contact met elkaar uit de behoefte om met lotgenoten in contact te komen, al dan niet in georganiseerd verband.

## Belangenbehartiging
Wereldwijd zijn er meerdere organisaties die zeggen voor de belangen van CODA's op te komen, onder andere door bijeenkomsten te organiseren. Elk vier jaar is er een internationale congres voor en door CODA's, steeds vlak na het internationale congres voor doven.